# Детонация
Детонацията е режим на горене, включващо свръхзвуков екзотермичен фронт, ускоряващ се през среда, която провежда ударна вълна непосредствено пред него. Детонациите могат да възникват както в конвенционални твърди експлозиви, така и в течни и в газообразни, което позволява системата на вълната да бъде наблюдавана по-подробно.
Широк набор от горива могат да приемат формата на газ, капки или суспензия. Газовите детонации често се свързват със смес от гориво и оксидант в състав, който е под конвенционалното съотношение на запалимост. Оксиданти могат да бъдат халогените, озонът, водородният пероксид или оксиди на азота. Най-често детонациите се случват в ограничени системи, но понякога могат да възникнат и в големи облаци от пара. Други материали като ацетилен, озон и водороден пероксид могат да се детонират и без наличието на кислород.
Детонацията е открита през 1881 г. от две двойки френски учени: Марселен Бертло И Пол Вией и Франсоа Ернест Малар и Анри Луи льо Шателие. Математическите прогнози относно разпространението на вълната първоначално са направени от Дейвид Чапман през 1899 г. и Емил Жуге през 1905, 1906 и 1917 г. По-нататъшен напредък в разбирането на детонациите е постигнат от Яков Зелдович, Джон фон Нойман и Вернер Дьоринг в началото на 1940-те години.

## Теория
Една от най-простите теории за предсказване на поведението на детонации в газове е теорията на Чапман-Жуге, която е разработена около началото на 20 век. Тази теория, описвана от относително прости алгебрични уравнения, моделира детонацията като разпространяваща се ударна вълна, придружавана от екзотермично отделяне на топлина. Тази теория ограничава химията и дифузните транспорти процеси до безкрайно малка област.
По време на Втората световна война е разработена по-сложна теория независимо от Зелдович, фон Нойман и Дьоринг. Тази теория, днес позната като ZND детонационен модел, допуска химични реакции с крайна скорост и по този начин описва детонацията като безкрайно тънка ударна вълна, следвана от област на екзотермична химична реакция. При отправна система със стационарен взрив, последващият поток е дозвуков, така че акустична реакционна област следва непосредствено след водещия фронт.
И двете теории описват едномерни и равномерни вълнови фронтове. Обаче, опити през 1960-те години разкриват, че газовите детонации най-често се характеризират от триизмерни неравномерни структури, които могат само приблизително да бъдат предсказани чрез едномерните равномерни теории. Наистина, такива вълни се погасяват, когато структурата им се наруши.
Експерименталните изследвания са разкрили някои от нужните условия за разпространение на такива вълнови фронтове. В ограничена система, съставът от смеси от гориво и окислители и саморазграждащи се вещества с инертни вещества е малко под границите на запалимост, а за сферично разширяващи се вълнови фронтове е доста под тях. Ефектно може да се демонстрира влиянието на увеличаването на концентрацията на разредителя върху разширяващите се отделни детонационни клетки. По подобен начин, техният размер нараства със спадане на първоначалното налягане. Тъй като големината на клетките трябва да бъде съчетана с минималния размер на задържане, всяка вълна, надвишена от инициатора, ще бъде угасена.
Математическото моделиране непрекъснато бележи напредък в прогнозирането на сложните поточни полета зад реакциите, предизвикващи ударни вълни.

## Приложение
При взривните устройства, по-голямата част от щетите на детонацията се дължи на свръхзвуковия фронт на взрива (мощна ударна вълна). Това е важно разграничение от дефлаграцията, при която екзотермичната вълна е със скорост по-малка от звука, а максималното налягане е много по-малко. Следователно, детонацията обикновено има разрушителна цел, докато дефлаграцията цели ускорение, например на оръжейни проектили. Все пак, детонационни вълни могат да се използват и за не толкова разрушителни цели, като например нанасяне на покрития върху повърхност, чистене на оборудване от шлака и дори заваряване на метали, които иначе не са заварими с конвенционалните методи. Импулсният детонационен двигател използва вълните от детонации за придвижване в космическото пространство. Първият полет с такъв тип двигател се състои на летището в Мохаве, Калифорния на 31 януари 2008 г.